# Sophie Zijlstra
Sophie Zijlstra (Den Haag, 18 februari 1967) is een Nederlands schrijfster. Ze woont thans in Rotterdam maar verhuist in de zomer van 2025 naar Leiden.
Zijlstra studeerde sinologie aan de Universiteit Leiden, woonde vervolgens enige jaren in Kaapstad, was reisleidster in het Verre Oosten en was docent Chinese taal en cultuur. Ze is docent bij de Querido Academie en de Schrijversvakschool in Amsterdam. Ze was voorzitter van PEN Nederland
(onderdeel van PEN International).
Vanaf september 2025 zal Zijlstra in Galerie Pieterskerkhof aan het Pieterskerkhof in Leiden schrijfles (creative writing) gaan geven.

## Werken
In 2007 debuteerde Zijlstra met Mevrouw Couperus, een roman over Elisabeth Couperus-Baud, de vrouw van Louis Couperus. Er verschenen vijf drukken van.
Deze werd gevolgd door Potifars vrouw (2010) en Margot (2012), een roman over het zusje van Anne Frank. De verlossing van Liesbeth Bede verscheen in 2016. In augustus 2020 verscheen Ik, alleen; een roman over Koning Willem I. In de zomer van 2024 werd Ik, alleen na bewerking op toneel opgevoerd door toneelgroep Smeedwerk.
In juni 2025 verschijnt Wasdom, een familieroman, bij uitgeverij Querido. 
Zijlstra schreef in 2019 een pamflet over het onderwijs: Het kind en de rekening, een pleidooi tegen liberalisme in het onderwijs.
- Digitale Bibliotheek voor de Nederlandse Letteren: zijl043
- Gemeinsame Normdatei: 17397158X
- International Standard Name Identifier: 0000 0000 5183 310X
- Library of Congress Control Number: nb2008002491
- Nederlandse Thesaurus van Auteursnamen: 304248932
- Système universitaire de documentation: 122546245
- Virtual International Authority File: 61875927
- WorldCat: E39PBJdCkbbrGf8vVrK3rYxhpP